# Severus Snape
Severus Snape és un personatge fictici als llibres de Harry Potter, escrits per J. K. Rowling. La seva primera aparició va ser a Harry Potter i la pedra filosofal, novel·la publicada el 1997.
En l'adaptació cinematogràfica de la saga va ser interpretat per l'actor anglès Alan Rickman, mort el 14 de gener del 2016.

## Aparença Física
En Severus Snape és un personatge molt marcat per la seva aparença física, recordada i citada moltes vegades durant la sèrie.
De nen, en Severus és descrit com un noi pàl·lid i prim, amb muscles arrodonits, encara que angulars i una manera de caminar nerviosa, similar a la d'una aranya. El seu cabell és greixós. A la seva aparició en el setè llibre, anava vestit amb una camisa i pantalons curts, amb un abric llarg, diverses talles més gran.
Quan coneixem a en Severus Snape, a Harry Potter i la pedra filosofal, sabem que és alt, prim, de pell blanca, dents groguenques i nas d'àliga. Els seus ulls són negres, igual que el seu cabell, que segueix sent igual de greixós i llarg. Acostuma a vestir de negre i és, sovint, comparat amb un vampir "massa gran".

## Personalitat
Per entendre la personalitat d'en Severus Snape, és important puntualitzar que aquest personatge té dues cares, una que coneixem des del primer llibre i una altra que se'ns revela en el moment de la seva mort. Aquest és, principalment, el motiu pel qual la lleialtat de l'Snape és la gran incognita durant el transcurs de la història.
Durant els primers sis llibres, l'Snape és un professor odiat per tots, excepte pels alumnes de la seva residència. Alguns fins i tot el temen, com és el cas d'en Neville Longbottom, i és que el seu caràcter és sovint descrit com cruel, desagradable, sarcàstic i fins i tot àcid.
Malgrat el seu comportament fred i calmat, l'Snape ridiculiza constantment als alumnes que no són de Slytherin, especialment en Harry Potter.
L'Snape és un mag al que rarament se l'enxampa per sorpresa, que no sol perdre els nervis o les paraules. No obstant això, quan es tracta d'en Sirius o en Harry, és molt més irritable i és comú veure'l enutjat. La J. K. Rowling el va descriure com un "horrible professor", cosa que el seu comportament denota: a classe és impacient i molt injust amb els alumnes d'altres residències.
No obstant això, al final del llibre set deixem de veure en Severus Snape com un professor i cavaller de la mort, les lleialtats del qual són constantment qüestionades, per a veure'l com un ser humà.
Descobrim que l'Snape és un mag molt marcat pel seu passat, des de les contínues discussions i maltractaments que suportava a la seva residència de petit fins a l'amor que sentia per la Lily Evans.
És això últim el que desencadena els canvis més importants en la vida de l'Snape, que, al perdre l'amistat de la noia, perd la seva possibilitat de deixar a un costat el camí que a poc a poc ha anat triant (com a Cavaller de la mort).
L'Snape és un noi il·lusionat davant la idea d'acudir a l'escola de Màgia, deixant enrere a la seva família, tímid en els seus sentiments i agradable en el seu comportament.
No és fins que s'adona que els seus actes tenen conseqüències per a la dona a la qual estima, que mostra la seva altra cara: la d'un home valent que enfronta més perills que qualsevol altre membre de l'Orde per protegir el fill de la Lily, passant pel rebuig de tots aquells que també el protegeixen i el perill que en Voldemort el descobreixi.
Quan la Lily mor, veiem a un Snape devastat i penedit que es posa als serveis de l'Albus Dumbledore per evitar que la seva mort hagi estat en va.
No és fins al moment de la seva mort que en Harry s'adona de la veritable lleialtat de l'Snape, fidel a en Dumbledore i a la Lily fins al final, i de la seva valentia i sacrifici. En Dumbledore va dir, pel que fa a aquests punts del caràcter de l'Snape desconeguts fins a l'últim llibre, que de vegades pensava que seleccionaven als alumnes (per a les residències) massa aviat.

### El Mig Príncep
El Mig-Príncep és el sobrenom que en Severus Snape utilitza durant els seus anys a Hogwarts i que apareix per primera vegada al sisè llibre de la saga, Harry Potter i el misteri del Príncep, sent l'eix central de la història.
La trama presenta al Mig-Príncep com l'amo desconegut d'un llibre de Pocions que en Harry Potter rep durant el seu primer dia de classe del sisè any. El Mig-Príncep ha omplert el llibre de consells i anotacions per a realitzar les pocions, el que fa que en Harry millori considerablement en aquesta classe. A més, l'autor ha escrit encanteris, alguns de la seva pròpia invenció, en els marges, com el Sectumsempra.
En Severus Snape revela que el llibre és seu al final de la sisena novel·la i l'Hermione Granger, que havia estat en contra del llibre des del principi, descobreix l'origen del nom: la mare de l'Snape es deia de cognom Prince i el seu pare era un muggle anomenat Tobias Snape, el que el convertia en un Mig-Príncep.

## Història
A continuació podem trobar una història ordenada d'aquest personatge, que permet entendre els comportaments que hem vist durant els set llibres.
- Infància: en Severus Snape va néixer el 9 de gener de 1960. Els seus pares van ser una bruixa anomenada Eileen Prince i un muggle anomenat Tobías Snape, pel qual no sentia massa afecte. L'Snape era un noi solitari, que va créixer coneixent la màgia i conscient dels seus poders. Durant els seus onze primers anys va haver de conviure amb les constants baralles dels seus pares. Va conèixer a la Lily Evans amb nou o deu anys, poc abans que ambdós comencessin Hogwarts, i l'emoció va fer tornar boig al jove Snape quan es van fer amics.
- Anys a Hogwarts: l'Snape estava desitjant marxar cap a Hogwarts i deixar enrere una casa en la qual no era feliç. Va entrar al col·legi el 1971, sent seleccionat per a la residència de Slytherin. Ja en el tren va conèixer a en Sirius i en James i va ser llavors quan va començar la relació d'odi que es perllongaria fins al dia de la seva mort. Aquests l'anomenaven Nas-de-mocs ("Snivellus" en la versió original, barreja de la paraula anglesa Snivel que significa ploriquejar, i el nom Severus) i els seus atacs i baralles eren molt comuns. La Lily i ell van seguir sent amics fins a cinquè, malgrat pertànyer ella a Gryffindor i ell a Slytherin i encara que ambdós menyspreaven als amics de l'altre. Va ser el moment en què l'Snape va anomenar a la Lily "sang de fang" el que va trencar una amistat ja deteriorada des de feia temps.

En Severus sabia més de les Forces del Mal quan va entrar al col·legi que molts dels alumnes més grans, el que li va valer per crer un cercle d'amics entre els quals es contaven el llavors delegat Lucius Malfoy, l'Avery o en Mulciber, els quals ja en l'escola desitjaven convertir-se en Cavallers de la Mort. Segons l'Horaci Llagot, l'Snape també destacava pel seu domini en Pocions, assignatura en la qual la Lily Evans també obtenia bons resultats.
- Després de Hogwarts: Després de llicenciar-se a Hogwarts, el 1978, l'Snape va entrar a formar part dels Cavallers de la mort. El seu moment culminant dins del cercle d'en Voldemort i, paradoxalment, la fi en els seus dies com a Cavaller de la mort va arribar quan va escoltar la profecia que la Sibil·la Trelawney li va fer a en Dumbledore al Cap del Senglar. Quan l'Snape va comprendre que el destí de la Lily Potter, la dona a la qual encara estimava, estava en perill, li va pregar a en Voldemort que no la matés. No gaire segur que això passés, va acudir a en Dumbledore, oferint-li el que fos perquè salvar a la Lily. La Lily va morir, provocant el desencantament de l'Snape, que havia cregut que en Voldemort no acabaria amb ella i saldant la seva aliança amb l'Orde del Fènix, amb l'única condició que en Dumbledore no revelés els seus motius (el seu amor per la Lily).
- Fidel a en Dumbledore: Amb la caiguda d'en Voldemort, l'Snape s'enfrontava a una condemna a Azkaban, de la qual es va lliurar gràcies a la intervenció d'en Dumbledore. Va començar a treballar a Hogwarts, el 1981, no com a professor de Defensa contra les Forces del Mal, com ell volia (ja que el director temia que es veiés temptat per elles de nou), sinó com a professor de Pocions, càrrec que va ocupar fins al cinquè llibre de la saga. Cap de la residència Slytherin, l'Snape mai va caure bé a la resta de professors, els professors l'odien, ja que no eren capaços d'entendre els motius d'en Dumbledore per a tenir una fe cega en ell.

L'Snape va ser, fins al dia de la seva mort, lleial a en Dumbledore, qui li va posar les proves més complicades. Amb la tornada d'en Voldemort va actuar com a espia, dins del cercle més íntim de l'"Innominable", ja que va preservar fins al dia de la seva mort sense ser descobert, gràcies als seus dots en Oclumència. A més, va haver de matar a en Dumbledore sota les seves ordres, per a així evitar que en Draco cometés un assassinat i fes malbé la seva ànima, quan aquest va tornar al castell greument ferit i es comprovés que ni l'Snape podia evitar que el director només li quedés un any de vida.
- Setè llibre: Durant el setè llibre va ser Director de Hogwarts, ja que va exercir sota el mandat d'en Voldemort, però des del qual va seguir les instruccions que en Dumbledore li havia deixat. Malgrat ser odiat i temut per tots, creient-se culpable de la més alta traïció a l'antic director, l'Snape va tractar de protegir els alumnes de l'escola, en la mesura del possible, sense aixecar sospites i va ajudar a en Harry a aconseguir l'espasa de Gryffindor que en Dumbledore li havia deixat en el seu testament i que destruïa els horricreus, donant-li la clau final de com destruir a en Voldemort. Encara que mor per ordre d'en Voldemort, la veritable lleialtat de l'Snape mai és descoberta per aquest i no és fins que li lliura a en Harry, en el seu jaç de mort, les seves memòries que el noi descobreix l'amor d'en Severus per la seva mare i la seva fidelitat a en Dumbledore. La Nagini el mata a Ca l'Alfred, el 1998.

## Novel·les de Harry Potter: Evolució del Personatge

### Llibres un, dos i tres
Durant els tres primers llibres, l'Snape és únicament tractat com el professor de Pocions, l'odi del qual per en Harry (i viceversa), el fan un personatge poc apreciat i del que es desconfia habitualment. Quan hi ha un problema a l'escola, sempre és en ell en el primer en el qual pensen en Ron i en Harry. Encara que durant els tres llibres és acusat de moltes coses i surt airós de totes, ni en Harry ni en Ron deixen de desconfiar mai d'ell.
A La Pedra Filosofal és mostrat com el personatge que tracta de passar davant en Fluffy, que tracta de robar la pedra i que vol assolir la tornada d'en Voldemort. No obstant això, al final descobrim que les seves intencions no eren aquestes i que, quan en Harry l'acusava d'intentar matar-lo, el que feia era salvar-li la vida. Coneixem l'odi que sentia per en James Potter i el fet que ell li va salvar la vida.
A La cambra secreta, l'Snape comença la història tractant d'expulsar a en Harry. A més, veiem les seves qualitats al Club de Duel i el molt que gaudeix amb la situació que viu en Harry quan el col·legi creu que és l'Hereu de Sírpentin Slytherin.
A El pres d'Azkaban, se'ns mostra per primera vegada a un Snape adult enfrontant-se als seus fantasmes del passat, amb l'aparició d'en Remus Llopin i d'en Sírius Black. Encara que ajuda a en Llopin durant tot l'any, preparant-li la poció per a calmar-li els efectes de la lluna plena a l'home llop, mostra constantment el seu odi i desgrat, tractant de convèncer a en Dumbledore que pot ajudar a en Black a entrar en el castell o deixant escapar el fet que és un animag. Amb en Sírius Black, la situació és molt més extrema, car el lliura als demèntors (sense escoltar cap versió dels fets i sense importar-li si és culpable o no), més guiat per l'odi que es tenien que perquè ho considerés correcte.

### Llibres quatre i cinc
Amb la volta d'en Voldemort aguaitant i el descobriment que l'Snape va ser un cavaller de la mort, el panorama de l'Snape en aquests dos llibres pinten negres, malgrat la confiança total que en Dumbledore diposita en ell. En Severus Snape ja no és només el professor que té mania a en Harry, sinó un espia d'en Voldemort al servei de l'Orde.
A El calze de foc, en Harry descobreix el passat de l'Snape com a cavaller de la mort, desconfiant encara més d'ell. Encara que no es revela fins al final, l'Snape és capaç de sentir a en Voldemort tornant-se més fort durant tot l'any, com li diu a en Fudge. Al final del llibre, es compromet a complir la seva missió com espia (el que es revela a l'Orde del Fènix) i torna a en Voldemort una hora després dels successos del cementiri.
A L'orde del Fènix, veiem a l'Snape com un membre de l'Orde, que dona les seves parts a les reunions de tot el que descobreix com a espia. No obstant això, la seva actitud cap a en Harry no canvia per a millor, sinó que empitjora. L'Snape dona classes a Harry d'Oclumència, per petició d'en Dumbledore, el que desemboca en discussions constants i se salda amb en Harry expulsat del seu despatx per veure sense el seu permís una de les seves memòries en un moment en què l'Snape estava despistat fent l'oclumència. Quan en Harry rep la imatge d'en Sirius torturat, l'hi fa saber a l'Snape, qui, encara que fingeix no assabentar-se per a no aixecar les sospites de la Umbridge, avisa a l'Orde dels plans d'en Voldemort, afavorint que arribessin a la Conselleria d'Afers Màgics a temps per a evitar la mort d'en Harry i els seus amics.

### Llibre sis
Harry Potter i el misteri del Príncep suposa una revolució en la imatge que els lectors tenien de l'Snape. Malgrat ser un personatge de la lleialtat del qual en Harry i en Ron dubtaven amb freqüència, la fe que en Dumbledore tenia en ell inclinava la balança a favor seu.
El llibre comença amb l'Snape com a professor de Defensa Contra les Forces del Mal, lloc que, durant anys, li havia estat negat. Preguntant-se per què ara li havien donat el lloc, en Harry incrementa, si és possible, el seu odi, detestació, fàstic, repulsió, ira, ràbia cap al professor, l'odiava més que mai. A més, en els primers capítols, veiem a l'Snape fent el Jurament Imperdonable amb la Narcisa, comprometent-se a matar a en Dumbledore si en Malfoy fracassa. Els que desconfiaven de l'Snape, d'entre els cavallers de la mort (com la Bel·latrix), es veuen sorpresos per aquest gest.
A mesura que el llibre avança, anem veient com l'Snape ofereix ajuda a en Draco en algunes ocasions, el que fa a en Harry pensar que, d'alguna manera o un altre, el professor ha assolit enganyar a en Dumbledore sobre la seva lleialtat. Encara que l'hi fa saber a altres membres de l'Orde, no rep el suport esperat i la fidelitat de l'Snape cap a l'Orde segueix sent considerada com veritable. La frase "En Dumbledore diu que té els seus motius per a confiar en l'Snape" s'escolta més vegades en aquest llibre que en tots els anteriors i sembla que la qüestió de confiar o no en l'Snape va, cada vegada més, estretament lligat amb el fet de confiar en el criteri d'en Dumbledore o no.
Finalment, presenciem la mort d'en Dumbledore a les mans de l'Snape, mentre el director suplica. La imatge de l'Snape queda totalment alterada en aquest moment, ja sigui cap a un costat o cap a un altre. Mentrestant que alguns seguien confiant en ell, fins al punt de dubtar de la mort del director, altres consideraven que la seva lleialtat estava del costat d'en Voldemort. Ja fora d'una manera o un altre, el cert és que l'Snape deixa de ser vist com era abans, per a ser un personatge central a la trama, potser el més misteriós.

### Llibre set
En paraules de la J. K. Rowling, el llibre sis i set podrien ser considerats dos toms del mateix llibre. A Harry Potter i les relíquies de la Mort, l'Snape segueix sent igual de decisiu encara que el començament és totalment diferent anteriors: l'Snape ja no és defensat per cap dels personatges i es presumeix la seva culpabilitat des del primer moment.
Durant gran part del llibre, l'única informació que es té de l'Snape és que s'ha convertit en el director de l'escola, sota el comandament d'en Voldemort. Tots parlen del canvi radical de Hogwarts i apunten a l'Snape com un dels culpables (juntament amb els Carrow).
La primera vegada que en Harry veu a l'Snape és cap al final del llibre, quan la batalla de Hogwarts està a punt de començar i ell fa el seu primer intent de trobar a en Harry, preguntant-li a la McGonagall. La conseqüència, una baralla entre els dos, se salda amb la fugida de l'Snape.
La següent vegada que el veiem, en Voldemort ha manat que l'Snape vagi a xerrar amb ell, qui li prega encaridament que el deixi anar a la recerca d'en Potter. En Voldemort, no obstant això, li explica els seus problemes amb la Vareta d'Àlber, que una vegada va pertànyer a en Dumbledore i que és considerada la vareta més poderosa del món. La tradició conta que la vareta passa de mà en mà per assassinat (cosa que es demostra, més endavant, que és mentida), pel que la conclusió d'en Voldemort és que no li funciona doncs l'anterior amo, que la va aconseguir al matar en Dumbledore, encara està viu: l'Snape. En Harry presencia tot això i alguna cosa li fa apropar-se al professor quan aquest jeu a terra, després de sofrir l'atac de la Nagini.
És llavors, quan l'Snape li fa el lliurament de les seves memòries a en Harry pregant-li que el miri als ulls abans de morir, (això a causa que els seus ulls eren exactament iguals als de la Lily) quan descobrim la veritable lleialtat de l'Snape. Coneixem la seva història amb la Lily, com es van distanciar i les conseqüències que en ell va tenir la mort d'aquesta. Veiem com, ni el pas dels anys ha assolit minvar el seu amor per ella, que queda reflectit en el seu Patronus, una cérvola, i com va jurar protegir la vida i integritat d'en Harry, en record de la seva mare. A més, comprenem per què matà a en Dumbledore i que ha estat tot l'any ajudant a en Harry sense que ell ho notés. Entre les seves memòries veiem com li fa el lliurament a en Harry de l'Espasa de Gryffindor i com se sent traït i sofreix molt, quan en Dumbledore li informa que en Harry ha de morir.
Aquesta nova realitat, que és revelada gràcies a les seves memòries, mostren la veritable lleialtat del personatge i el dibuixen com un mag molt valent, i un dels personatges més complexos dintre de l'Univers Potter. Dita valentia és reconeguda per en Harry quan l'hi diu al seu fill Albus Severus que també va ser l'únic a heretar els ulls verds de la Lily, la seva àvia, en el seu primer dia de classe. Sense dubte, el segon nom del seu fill és el reconeixement d'en Harry al sacrifici de l'Snape.

## Pel·lícules
En les pel·lícules és interpretat per Alan Rickman, qui va ser dels pocs actors amb els quals Rowling va parlar del desenvolupament dels seus personatges abans de la publicació de l'últim llibre. En la pel·lícula Harry Potter i l'orde del Fènix, l'Snape en els seus temps d'estudiant és interpretat per Alec Hopkins.